# Samuel Adams (gouverneur)
Pour les articles homonymes, voir Samuel Adams (homonymie) et Adams.
Samuel Adams, né le 5 juin 1805 dans le comté de Halifax (Virginie) et mort le 27 février 1850 dans le comté de Saline (Arkansas), est un homme politique démocrate américain. Il est gouverneur de l'Arkansas par intérim en 1844.